# Кумишка

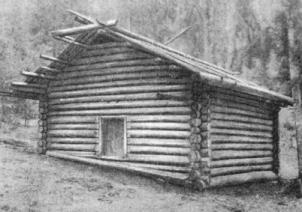
Куала - язичницький храм удмуртів, де варили кумишку

Кумишка (рос. кумышка) — традиційний алкогольний напій удмуртів. Отримується за допомогою перегонки браги.

## Виготовлення
Технологія приготування кумишки проста і збереглася донині: на вогонь ставлять котел з загравшою пшеницею або картоплею, над казаном - дерев'яна бочка з холодною водою, а через неї проходить мідна труба. З неї сочиться готовий напій.

## Роль в культурі удмуртів
Кумишка використовувалася у традиційних моліннях удмуртів, що проводилися у язичницьких храмах — куалах, та в інших обрядах. Варили кумишку жінки, під час варіння належало виконувати молитви. Окрему молитву до пращурів належало прочитати у тому випадку, якщо варіння кумишки пройде невдало.
Через державну винну монополію та акцизну систему держава боролася з кумишковарінням серед удмуртів, однак не мала у цьому успіху. Дослідник І. С. Міхеєв так описує боротьбу за кумишку у ХІХ столітті: «Вони боролося з кумишковою вартою усіма засобами: вони відступали до лісів, до ярів. Коли ж ворог заскочував їх зненацька, вотяки люто кидалися на своїх ворогів, і дуже часто ця боротьба закінчувалася перемогою вотяків. <…> Серед поліції та наглядачів міцнішало переконання, що помирати через якусь там кумишку зовсім нецікаво; що змагатися з кумишкою штрафами, в'язнцею марно, бо вотяки не бояться ані штрафів, ані в'язниці, і варіння кумишки продовжують».

## Боротьба з кумишковарінням у 1917–1919
На першому з'їзді удмуртів у м. Глазові 13-14 червня 1917 поряд з питаннями національної освіти, видання газети і заснування удмуртського музею, розглядалося питання про шкоду кумишковаріння, яке «сприяє виродженню нації». Серед резолюцій удмуртської секції Першого з'їзду народів Поволжя, що пройшов у травні 1917 року, також є постанова про боротьбу з кумишковарінням за винятком приготування кумишки жерцями для обрядів.
З кумишковарінням своїми методами боролися і більшовики. У списку розстріляних ЧК у м. Воткінську за три місяці з листопада 1918 до лютого 1919 року значаться три людини, страчені за кумишковаріння.